# Rouhling
Rouhling (deutsch Ruhlingen) ist eine französische Gemeinde mit 1965 Einwohnern (Stand 1. Januar 2022) im Département Moselle in der Region Grand Est (bis 2015 Lothringen). Sie gehört zum Arrondissement Sarreguemines.

## Geografie
Rouhling liegt oberhalb des Saartales unweit der Grenze zu Deutschland, sieben Kilometer nordöstlich von Saargemünd auf einer Höhe zwischen 241 und 350 m über dem Meeresspiegel, die mittlere Höhe beträgt 344 m. Das Gemeindegebiet umfasst 6,02 km².

## Geschichte
Rouhling ist nach einem fränkischen Grundbesitzer namens Ruldo benannt und wurde 1249 erstmals als Raldinga erwähnt. Zwischen 1670 und 1697 war es bereits einmal französisch besetzt. Seit dem 22. September 1798 gehörte der Ort zu Frankreich. Von 1871 bis 1918 gehörte Ruhlingen als Teil von Elsaß-Lothringen zeitweilig zum Deutschen Kaiserreich, wurde zwischen 1919 und 1940 wieder französisch und im Zweiten Weltkrieg von 1940 bis 1944 von Deutschland annektiert. Mit der Eroberung des Umlands durch amerikanische Truppen gehört es seit Dezember 1944 wieder zur Französischen Republik.

### Bevölkerungsentwicklung
| Jahr      | 1962 | 1968 | 1975 | 1982 | 1990 | 1999 | 2007 | 2019 |
| Einwohner | 1928 | 1927 | 1897 | 1920 | 1915 | 1957 | 2009 | 2005 |